# Rundafjorden
Rundafjorden er en fjord i Herøy kommune på Sunnmøre i Møre og Romsdal fylke i Norge. Den ligger mellem øerne Runde i vest og Hareidlandet i øst. Fjorden går fra Grasøyene i nord, til Leinøya i Herøy og Vattøya i Ulstein kommune i syd. Fra Rundesundet i vest til Flø på Hareidlandet i øst er fjorden 9 kilometer lang.
Den største dybde i fjorden er 130 meter.
I syd går Ulsteinfjorden i øst og Bøfjorden i vest videre mod syd.